# Franz Kössler
Franz Kössler (né le 5 mars 1931 et mort le 30 janvier 2019) est un bibliothécaire et bibliographe allemand.
Franz Kössler travaille pendant de nombreuses années au service de facturation et d'approvisionnement de la bibliothèque universitaire de Gießen (de). En 1970, il publie la monographie Verzeichnis der Doktorpromotionen an der Universität Giessen von 1801 bis 1884. Il publie ensuite plusieurs ouvrages biographiques de référence notamment des monographies, encyclopédies, registres et index. Son œuvre principale est le Personenlexikon von Lehrern des 19. Jahrhunderts von 2008  avec plus de 15 000 biographies.

## Publications (sélection)
- Personenlexikon von Lehrern des 19. Jahrhunderts, Universitätsbibliothek Gießen, Gießen 2008, Onlinefassung in 25 Teilen
- Register zu den Matrikeln und Inscriptionsbüchern der Universität Gießen SS 1851 – WS 1900/01, Universitätsbibliothek Gießen, 2007 Onlinefassung
- Katalog der Dissertationen und Habilitationsschriften der Universität Gießen von 1801–1884. Die Promotions- und Habilitationsordnungen der Universität Gießen im 19. Jahrhundert, Universitätsbibliothek Gießen, 2006, Onlinefassung
- Register zu den Matrikeln und Inscriptionsbüchern der Universität Gießen WS 1807/08 – WS 1850, Universitätsbibliothek Gießen, 2006 Onlinefassung
- Verzeichnis der Doktorpromotionen an der Universität Giessen 1801–1884, Universitätsbibliothek Gießen, 2006
- Verzeichnis von Programm-Abhandlungen deutscher, österreichischer und schweizerischer Schulen der Jahre 1825–1918, 5 Bände, K. G. Saur, München 1987ff. Online Universitätsbibliothek Gießen, 2006
- Register zu den Matrikeln und Inscriptionsbüchern der Universität Giessen, Universitätsbibliothek Gießen, 1976
- Verzeichnis der Doktorpromotionen an der Universität Giessen von 1801 bis 1884 (= Berichte und Arbeiten aus der Universitätsbibliothek Giessen. Bd. 17). Universitätsbibliothek, Gießen 1970 (Online).